# Sophie (producentka muzyczna)
Sophie (zapis stylizowany SOPHIE), właśc. Sophie Xeon (ur. 17 września 1986 w Glasgow, zm. 30 stycznia 2021 w Atenach) – brytyjska muzyczka, producentka muzyczna, piosenkarka, autorka tekstów i DJ-ka. Znana z „hiperkinetycznego” podejścia do muzyki pop, Sophie ściśle współpracowała z artystami z wytwórni PC Music, w tym A.G. Cook i GFOTY, i produkowała dla takich artystów jak Charli XCX, Vince Staples, Kim Petras, Madonna, Let’s Eat Grandma i Namie Amuro.
Sophie, która początkowo pozostawała anonimowa, a później ujawniła się jako transpłciowa kobieta, zyskała rozgłos dzięki singlom takim jak Bipp/Elle (2013) i Lemonade/Hard (2014), które ukazały się na kompilacyjnym krążku Product (2015). Debiutancki album Sophie Oil of Every Pearl's Un-Insides został wydany w 2018 roku, zdobywając nominację do nagrody Grammy za najlepszy album taneczny/elektroniczny.
Sophie zmarła w styczniu 2021 roku po nieszczęśliwym upadku w Atenach w Grecji. Magazyn The Fader określił Sophie jako „pionierską szkocką artystkę, której tętniące życiem elektroniczne produkcje rozszerzyły zakres współczesnej muzyki pop”, podczas gdy magazyn muzyczny Pitchfork przypisał twórczości Sophie „uformowanie muzyki elektronicznej w niezwykle oryginalną awangardową muzykę pop”.

## Wczesne lata
Sophie Xeon urodziła się (jako Samuel Long) 17 września 1986 r. w Glasgow, tam też dorastała. Ojciec Sophie odtwarzał w samochodzie kasety z muzyką elektroniczną oraz zabierał Sophie – mimo jej wczesnego wieku – na imprezy rave. W wywiadzie opublikowanym przez Lennego Lettera Sophie stwierdziła, że w dzieciństwie: „Cały czas słuchałam tych kaset. Podkradałam je z samochodu”. Po otrzymaniu keyboarda jako prezentu urodzinowego, Sophie zainteresowała się tworzeniem własnej muzyki.
W wieku około dziewięciu lub dziesięciu lat Sophie wyraziła chęć porzucenia szkoły, by pozostać producentką muzyki elektronicznej (chociaż rodzice Sophie jej na to nie pozwolili). Sophie tworzyła muzykę przez cały okres dorastania, regularnie ogłaszając: „Zamknę się w swoim pokoju, dopóki nie nagram albumu”. Siostra przyrodnia poprosiła Sophie, by ta była DJ-ką na jej weselu; później Sophie przyznała, że przyrodnia siostra „Nie wiedziała, co robię sama w swoim pokoju” i założyła, że Sophie jest DJ-ką. Artystka zgodziła się na występ, w następstwie czego inni ludzie w jej okolicy zaczęli rezerwować u niej terminy na swoje własne wesela.  Mniej więcej w tym czasie Sophie, oprócz samej produkcji, nauczyła się grać jako DJ-ka.

## Kariera
W lutym 2013 roku wydała debiutancki singiel "Nothing More To Say", zawierający 2 remiksy piosenki (Dub i Vox) oraz stronę B, "Eeehhh", która została opublikowana na SoundCloud w 2011, która została później usunięta. W tym samym roku, konkretnie 17 czerwca 2013 roku, Sophie wydała kontynuację singla "Nothing More To Say" o nazwie "Bipp"/"Elle", nakładem wytwórni Numbers.
Kolejny singiel Sophie został wydany w lipcu i sierpniu 2014 roku, "Lemonade"/"Hard".

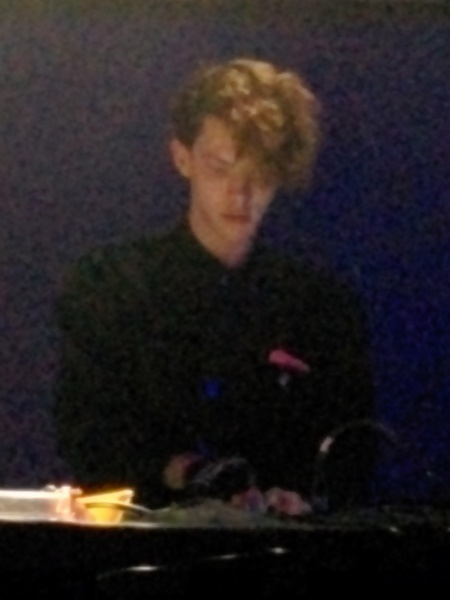
Sophie podczas występu w 2015.

Muzyczny przełom Sophie rozpoczął się w 2015 roku, kiedy zaczęła współpracować z dobrze znanymi wykonawcami muzyki pop. Była jedną z producentów singla Bitch I'm Madonna Madonny, a także wyprodukowała niemalże cały EP Vroom Vroom oraz liczne single Charli XCX. 29 listopada tego samego roku został wydany jej debiutancki album kompilacyjny Product, zawierający dodatkowe 5 piosenek: "MSMSMSM", "Vyzee", "L.O.V.E." oraz "Just Like We Never Said Goodbye" .
W 2017 roku wydała singiel "It's Okay To Cry", który był jej pierwszym materiałem wydanym od prawie dwóch lat. Teledysk do tego utworu był pierwszym momentem, gdzie głos i wizerunek Sophie zostały użyte w wydaniu. Później potwierdziła, że jest transpłciową kobietą. Później w tym samym roku wydała singiel "Ponyboy" wraz z teledyskiem, zawierający wokale Cecile Believe.
W 2018 roku wydała singiel "Faceshopping", również zawierający wokale Cecile Believe. Wszystkie trzy single pojawiły się na liście utworów debiutanckiego albumu Sophie, Oil Of Every Pearl's Un-Insides, który został wydany 15 czerwca 2018 roku nakładem własnej wytwórni Sophie, MSMSMSM, Transgressive Records i Future Classic, wraz z dodatkowymi sześcioma piosenkami, które prawie wszystkie prezentowała wcześniej podczas swoich występów na żywo. Album został nominowany do nagrody Grammy w kategorii Best Dance/Electronic Album.
29 lipca 2019 roku został wydany remix album debiutanckiego albumu Sophie, Oil of Every Pearl's Un-Insides Non-Stop Remix Album.
W 2021 roku został wydany singiel "Unisil", który został wydany 2 dni przed śmiercią Sophie, konkretnie 28 stycznia 2021 roku. Singiel "Unisil" był ostatnim materiałem wydanym w jej dyskografii za jej życia.

## Życie prywatne

### Tożsamość
Sophie była opisywana jako samotniczka, sama przez pewien czas pozostawała anonimowa; tożsamość artystki była ukrywana w wywiadach poprzez maskowanie głosu oraz poprzez zakrywanie części jej ciała. We wczesnym etapie kariery Sophie jej rzeczywista tożsamość była przedmiotem spekulacji prasowych. Zanim ujawniła własną tożsamość płciową, niektórzy krytycy oskarżali Sophie o „przywłaszczenie sobie kobiecości” w celu przyciągnięcia kobiecej lub sojuszniczej publiczności, błędnie zakładając, że Sophie była mężczyzną jedynie używającym żeńskiego pseudonimu. W wywiadzie e-mailowym przeprowadzonym przez portal muzyczny Pitchfork w 2013 roku, artystka spytana o genezę swojego pseudonimu artystycznego (Sophie jako imię kobiece o greckim pochodzeniu oznacza „mądrość”), odpowiedziała: „Dobrze smakuje i jest niczym balsam”. Na jeden z pokazów Boiler Room został zwerbowany drag queen („out of drag”) Ben Woozy, który miał udawać odgrywanie setu DJ-skiego Sophie, podczas gdy sama artystka udawała bycie jedynie jego ochroniarzem.
Teledysk do „It's Okay to Cry”, wydany w październiku 2017 r., był pierwszym momentem, gdy głos i wizerunek Sophie (a konkretnie jej nagie popiersie) zostały użyte w artystycznym wydaniu. Zostało to powszechnie zinterpretowane jako ujawnienie swojej kobiecej tożsamości płciowej. Sophie potwierdziła, że jest transpłciową kobietą w poprzedzających wydanie teledysku wywiadach, mówiąc również o poczuciu kategoryzowania przez wytwórnie muzyczne oraz opisując muzykę jako „Wybraną przeze mnie metodę komunikacji” i autoekspresji. Po śmierci Sophie, jeden z jej przedstawicieli poinformował wydawnictwo Pitchfork, że Sophie wolała nie używać zaimków płciowych jako artystka.

## Śmierć
Sophie zmarła 30 stycznia 2021 r., w wieku 34 lat, w Szpitalu Uniwersyteckim Attikon w Atenach, w Grecji około 4 nad ranem, po przypadkowym upadku z dachu apartamentowca.
Wielu artystów, w tym Rihanna, Sam Smith, Vince Staples, Charli XCX oraz Christine and the Queens złożyło kondolencje.

## Dyskografia
Dyskografia Sophie składa się z dwóch albumów studyjnych, jednego albumu kompilacyjnego, jednego remiks albumu, 16 singli i ośmiu oficjalnych remiksów. Sophie była również znana z produkcji i pisania tekstów dla innych artystów, takich jak m.in. Charli XCX, Madonna, Kim Petras, LIZ i MØ.

### Albumy
- Product (2015)
- Oil of Every Pearl’s Un-Insides (2018)[41]
- Oil of Every Pearl’s Un-Insides Non-Stop Remix Album (2019)[42]
- Sophie (2024)

### Single

#### Jako główna artystka
| Tytuł                                      | Rok  | Album                           |
| ------------------------------------------ | ---- | ------------------------------- |
| Nothing More to Say                        | 2013 | Single niealbumowe              |
| Eeehhh                                     | 2013 | Single niealbumowe              |
| Bipp                                       | 2013 | Product                         |
| Elle                                       | 2013 | Product                         |
| Lemonade                                   | 2014 | Product                         |
| Hard                                       | 2014 | Product                         |
| MSMSMSM                                    | 2015 | Product                         |
| Just Like We Never Said Goodbye            | 2015 | Product                         |
| L.O.V.E.                                   | 2015 | Product                         |
| Vyzee                                      | 2015 | Product                         |
| It's Okay to Cry                           | 2017 | Oil of Every Pearl's Un-Insides |
| Ponyboy                                    | 2017 | Oil of Every Pearl's Un-Insides |
| Faceshopping                               | 2018 | Oil of Every Pearl's Un-Insides |
| Metal (Jimmy Edgar feat. Sophie)           | 2020 | Cheetah Bend                    |
| Bipp (Autechre Mix)                        | 2021 | Singiel niealbumowy             |
| Unisil                                     | 2021 | Product                         |
| Reason Why (feat. Kim Petras & BC Kingdom) | 2024 | Sophie                          |
| Berlin Nightmare (feat. Evita Manji)       | 2024 | Sophie                          |
| One More Time (feat. Popstar)              | 2024 | Sophie                          |
| Exhilarate (feat. Bibi Bourelly)           | 2024 | Sophie                          |
| My Forever (feat. Cecile Believe)          | 2024 | Sophie                          |

## Nagrody i nominacje
| Rok  | Nagroda                      | Kategoria                     | Nominowane dzieło                                    | Rezultat  |
| ---- | ---------------------------- | ----------------------------- | ---------------------------------------------------- | --------- |
| 2018 | AIM Independent Music Awards | UK Breakthrough of the Year   | Sophie                                               | Nominacja |
| 2018 | AIM Independent Music Awards | Innovator Award               | Sophie                                               | Wygrana   |
| 2018 | AIM Independent Music Awards | Independent Album of the Year | Oil of Every Pearl's Un-Insides                      | Nominacja |
| 2019 | Nagrody Grammy               | Best Dance/Electronic Album   | Oil of Every Pearl's Un-Insides                      | Nominacja |
| 2019 | Libera Award                 | Best Dance/Electronic Album   | Oil of Every Pearl's Un-Insides                      | Nominacja |
| 2020 | AIM Independent Music Awards | Best Creative Packaging       | Oil of Every Pearl's Un-Insides Non-Stop Remix Album | Nominacja |